# Jan-Christian Zeller

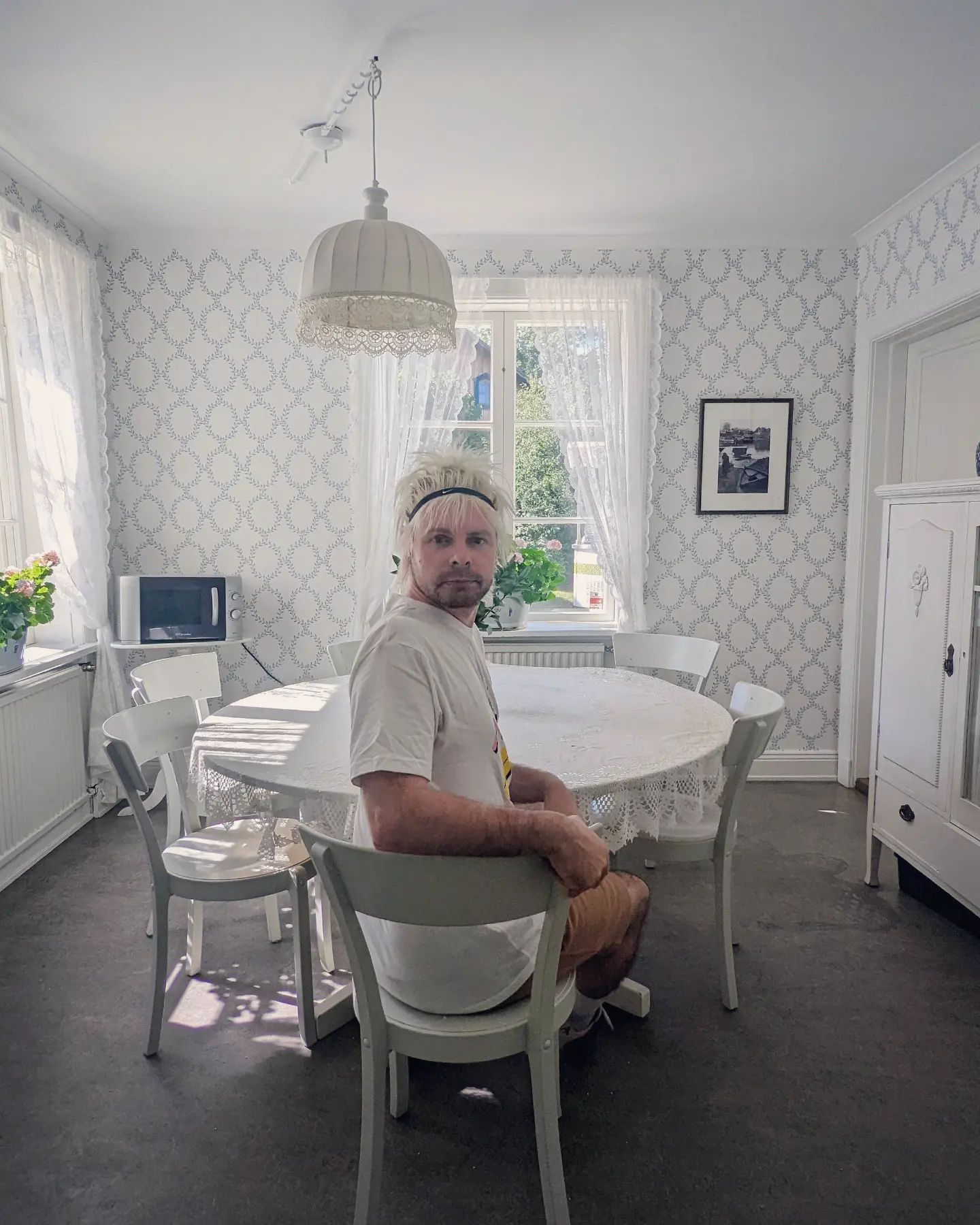
Jan-Christian Zeller (2022)

Jan-Christian Zeller (* 19. April 1981 in Warendorf) ist ein deutscher Fernseh- und Hörfunk-Moderator.

## Leben
Nach Radio WAF (1996–2003), Hellweg Radio (1998–2003), Radio NRW (1999–2001), 98.8 Kiss FM in Berlin (2001–2002), Megaradio in München (2002–2003) und Planet Radio in Bad Vilbel (2005–2006) kam Zeller 2003 zum Kölner Hörfunksender 1 Live. Dort moderiert er jeden Samstagabend von 18 bis 22 Uhr die Sendung Moving und produziert seit 2016 die DJ-Sets, die am Freitag von 20 bis 00 Uhr in der Sendung 1LIVE Go! jeweils im zwanzig Minuten-Takt zu hören sind. Außerdem ist er Moderator für Spezialsendungen bei 1LIVE, wie zum Beispiel die Live-Übertragung vom Parookaville, die Europe’s biggest Dance Show oder der Silvester-Show. Seit 2008 ist er auch bei dem Webradio I Love Music zu hören, das über 30 verschiedene Musikkanäle verfügt. Er führt die Backstage-Interviews bei The Dome.
Jan-Christian Zeller tritt auch als DJ und Event-Moderator für Jugend- und Musikevents auf, zum Beispiel bei der Jugendmesse YOU, dem 1 Live Schulduell und der 1 Live Krone. Im Vorfeld der 1 Live Krone 2008, 2009, 2010 sowie 2011 moderierte er das wöchentliche Web-TV 1 Live Kronenschau. Im Jahr 2010 und 2011 moderierte er die Aftershowparty-Sendung, die im WDR Fernsehen zu sehen war.